# Iktinosz
Iktinosz (ógörög Ἰκτῖνος, latinul: Ictinus) az i. e. 5. század közepén tevékenykedő ókori görög építész, ókori források alapján Kallikratésszal együtt az athéni Parthenón építésze.
Pauszaniasz szerint ő tervezte a basszai Apollón-szentélyt is, amelynek legfőbb sajátossága, hogy külső oszlopfolyosóját dór oszlopok alkotják, míg a belső szentélyteret, a naoszt ión oszlopok határolják. Egyúttal innen, a naoszból ismert a legkorábbi korinthoszi oszlopfejezet is. Más források Iktinoszt tartják az eleusziszi telesztérion építészének is, amely az eleusziszi misztériumok legfontosabb helyszíne volt..
Iktinosz az egyik alakja a francia neoklasszicista festő, Jean Auguste Dominique Ingres Pindarosz és Iktinosz című festményének, amely a londoni National Gallery gyűjteményében látható.

## Fordítás
- Ez a szócikk részben vagy egészben  az   Ictinus című angol Wikipédia-szócikk ezen változatának fordításán alapul.  Az eredeti cikk szerkesztőit annak laptörténete sorolja fel. Ez a jelzés csupán a megfogalmazás eredetét és a szerzői jogokat jelzi, nem szolgál a cikkben szereplő információk forrásmegjelöléseként.